# Jukka Tammi
Jukka Viljo Tapani Tammi (* 10. April 1962 in Tampere) ist ein ehemaliger finnischer Eishockeytorwart, der von 1984 bis 1999 bei Ilves Tampere, TuTo Turku und den Frankfurt Lions unter Vertrag stand.

## Karriere
Jukka Tammi spielte bereits in seiner Juniorenzeit für Ilves Tampere, mit denen er bereits 1980 in der höchsten finnischen Nachwuchsliga spielte. Im selben Jahr wurde der Torhüter erstmals in den Kader der Profimannschaft berufen, mit der er in den folgenden 15 Spielzeiten in der SM-liiga auf dem Eis stand. 1985 wurde der Linksfänger mit Tampereen Ilves Finnischer Meister, 1990 konnte er mit dem Team die Vizemeisterschaft sowie 1989 die Bronzemedaille der SM-liiga gewinnen. Zur Saison 1995/96 wechselte der Torwart zum Ligakonkurrenten TuTo Hockey. Nach der Spielzeit schloss er sich den Frankfurt Lions aus der Deutschen Eishockey Liga an.
In Frankfurt stieg Tammi bereits im ersten Jahr zum Stammtorwart auf. 1999 erreichte er mit den Hessen erstmals die Play-offs, wo das Team das Halbfinale erreichen konnte. Außerdem nahm der Finne in dieser Saison mit den Lions an der European Hockey League teil. Anschließend beendete er seine aktive Karriere im Alter von 37 Jahren.

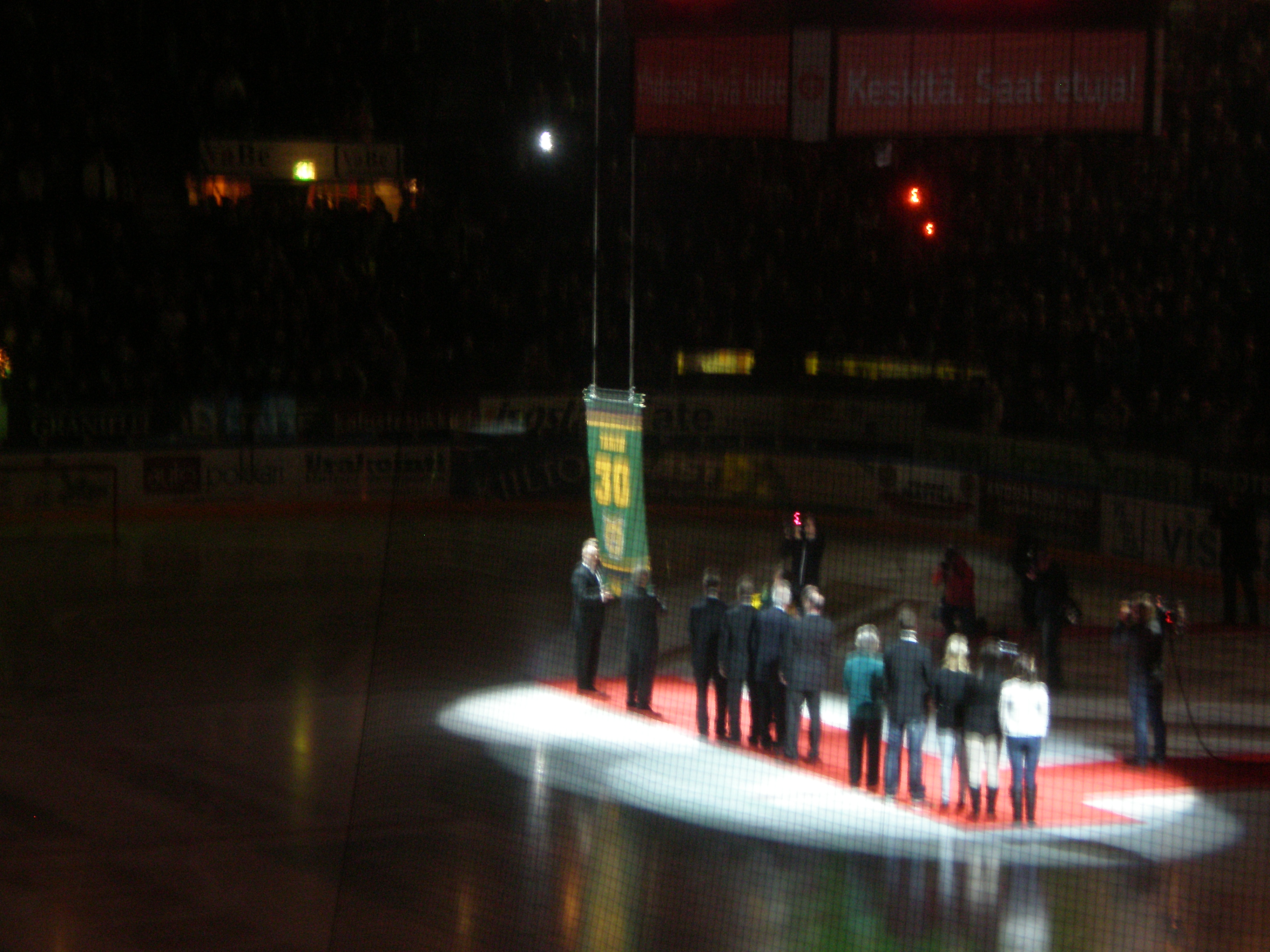
Zeremonie zur Sperrung von Tammis Nummer

### International
Jukka Tammi gewann mit der finnischen Nationalmannschaft bei den Olympischen Winterspielen 1988 die Silbermedaille sowie 1994 und 1998 die Bronzemedaille. 1995 wurde er zudem mit der Mannschaft durch einen 4: 1-Sieg über Schweden erstmals Eishockey-Weltmeister. Außerdem bestritt Tammi auf internationaler Ebene die Juniorenweltmeisterschaft 1992, fünf weitere Seniorentitelkämpfe zwischen 1985 und 1995, das olympische Eishockeyturnier 1992 sowie die Canada Cups 1987 und 1991.

## Erfolge und Auszeichnungen
- 1983 Jarmo Wasaman muistopalkinto (Bester Rookie der SM-liiga)
- 1990 Finnischer Meister mit Ilves Tampere
- 1990 Bester Torhüter der SM-liiga
- 1990 Kultainen kypärä

### International
- 1988 Silbermedaille bei den Olympischen Winterspielen in Calgary
- 1994 Bronzemedaille bei den Olympischen Winterspielen in Lillehammer
- 1995 Goldmedaille bei der Weltmeisterschaft
- 1998 Bronzemedaille bei den Olympischen Winterspielen in Nagano